# Robert Paquet
Pour les articles homonymes, voir Paquet.
Robert Paquet, né le 3 octobre 1971 à Maredsous (province de Namur), est un auteur de bande dessinée réaliste belge.

## Biographie
Robert Paquet naît le 3 octobre 1971 à Maredsous,,,.
Fils de garagiste, il grandit au milieu des voitures. Il suit des études de dessinateur à l’École supérieure des arts Saint-Luc de Liège, où il est l’élève de Jean-Yves Stanicel (caricaturiste, collaborateur du journal Tintin et du magazine Pourquoi Pas ?). Il se passionne très tôt pour le manga. 
Il travaille ensuite avec Christian Lamquet qui lui apprend les ficelles du métier et il réalise certains décors d'Apollo 13 et d'Alvin Norge. Après cela, il part travailler quelques années en Chine et au Japon. 
De retour à la maison, il est recruté par les studios Disney. Il a notamment dessiné Tigrou et Winnie l'ourson. Il rejoint ensuite le Studio Graton en 2003 et il participe à la réalisation d’une quinzaine d’albums autour du personnage de Michel Vaillant avec Christian Papazoglakis. Il réalise seul 317 East dans la collection « HZ- Horizon » aux Éditions Joker en 2009. Avec Christian Papazoglakis et Nedzad Kamenica, il forme le « Studio paKap » pour travailler sur leurs propres productions graphiques depuis 2010. Parmi elles, plusieurs bandes dessinées de la collection « Plein Gaz » aux éditions Glénat consacrée à leur passion commune le sport automobile, comme les séries Chapman et 24 Heures du Mans, ainsi que le one shot Ayrton Senna, histoires d’un mythe sur le pilote Ayrton Senna disparu vingt ans plus tôt, écrit par le journaliste Lionel Froissart, dont le tirage est de 14 000 exemplaires dans la même maison d'édition.
Outre l’automobile, Robert Paquet est aussi passionné par la période médiévale. Il sort Les 7 crimes de Rome écrit par l'écrivain Guillaume Prévost et dont la mise en couleur est confiée à Dina Kathelyn en 2019 aux Éditions du Rocher. Il s’agit d’une enquête menée à travers Rome par un jeune étudiant et Léonard de Vinci — à l’occasion de la commémoration des 500 ans de sa mort. Il réalise une bande dessinée historique André Maginot - Un homme au-dessus du lot sur le ministre français associé à la construction de la célèbre ligne de défense française sur un scénario de Charly Damm et publié aux Éditions du Signe en 2023. Dans le même genre, il livre seul le one shot Saint Louis et la 7e Croisade, publié aux éditions Plein Vent en 2024,.
En outre, il contribue aux albums collectifs : Histoires incroyables du cinéma tome 1 (Petit à petit, 2020), : Des Lingons au château Maudit et Du siège de Dijon à la capitale de la gastronomie de la série Dijon (Petit à petit, 2021-2023), Éternel Racing 2011-2022 : l'histoire d'une renaissance (Éditions du Signe, 2022).
Aux côtés de Clovis, Jean-Luc Delvaux et Christian Papazoglakis, il expose ses œuvres dans Traces de Gommes, Le sport auto en BD au Malmundarium en 2019. Il donne aussi des stages d’été de bande dessinée à Malmédy.

### Vie privée
Il réside et travaille à Faymonville (Waimes), pas très loin du circuit de Francorchamps où il a son atelier entouré de son épouse, ses enfants et son chat.

## Œuvres

### Albums de bande dessinée

#### 317 East
- 1. Tome 1[14], Éditions Joker, coll. « HZ- Horizon », Bruxelles, mars 2009
Scénario, dessin et couleurs : Robert Paquet -  (ISBN 978-2-87265-422-2)

#### Chapman
- 1. Les Premières Victoires[15], Glénat, coll. « Plein gaz », Grenoble, 1er février 2012
Scénario : Denis Bernard - Dessin : Christian Papazoglakis, Robert Paquet, Nedzad Kamenica - Couleurs : quadrichromie -  (ISBN 978-2-7234-8430-5)
- 2. Les Années sang et or[16], Glénat, coll. « Plein gaz », Grenoble, 7 novembre 2012
Scénario : Denis Bernard - Dessin : Christian Papazoglakis, Robert Paquet, Nedzad Kamenica - Couleurs : quadrichromie -  (ISBN 978-2-7234-8997-3)
- 3. Splendeur et drames[17], Glénat, coll. « Plein gaz », Grenoble, 12 juin 2013
Scénario : Denis Bernard - Dessin : Christian Papazoglakis, Robert Paquet, Nedzad Kamenica - Couleurs : quadrichromie -  (ISBN 978-2-7234-9459-5)

#### Alpine
- Le Sang bleu[18], Glénat, coll. « Plein gaz », Grenoble, 29 janvier 2014
Scénario : Denis Bernard - Dessin : Christian Papazoglakis, Robert Paquet - Couleurs : quadrichromie -  (ISBN 978-2-7234-9900-2)

#### 24 Heures du Mans
- 1. 1964-1967 : le duel Ferrari-Ford[19], Glénat, coll. « Plein gaz », Grenoble, 29 octobre 2014
Scénario : Denis Bernard - Dessin : Christian Papazoglakis - Couleurs : Christian Papazoglakis, Robert Paquet, Tanja Cinna -  (ISBN 978-2-344-00318-3)
- 2. 1968-1969 : Rien ne sert de courir[20]..., Glénat, coll. « Plein gaz », Grenoble, 8 juin 2016
Scénario : Youssef Daoudi - Dessin : Christian Papazoglakis - Couleurs : Robert Paquet -  (ISBN 978-2-344-00107-3)
- 3. 1999 : le Choc des Titans[21], Glénat, coll. « Plein gaz », Grenoble, 30 novembre 2016
Scénario : Laurent-Frédéric Bollée - Dessin : Robert Paquet, Bad - Couleurs : Tanja Cinna -  (ISBN 978-2-344-00591-0),Couverture : Christian Papazoglakis.
- 4. 1972-1974 : les années Matra[22], Glénat, coll. « Plein gaz », Grenoble, 31 mai 2017
Scénario : Denis Bernard - Dessin : Christian Papazoglakis, Robert Paquet - Couleurs : Tanja Cinna -  (ISBN 978-2-344-01377-9)
- Int. Anthologie sixties[23], Glénat, coll. « Plein gaz », Grenoble, 2 novembre 2023
Scénario : Denis Bernard, Youssef Daoudi - Dessin : Benjamin Benéteau, Christian Papazoglakis, Robert Paquet - Couleurs : Benjamin Benéteau -  (ISBN 978-2-344-06112-1)

#### Ayrton Senna - Histoires d'un mythe
- Ayrton Senna - Histoires d'un mythe[6], Glénat, coll. « Plein gaz », Grenoble, 2 avril 2014
Scénario : Lionel Froissart - Dessin : Christian Papazoglakis, Robert Paquet - Couleurs : Tanja Cinna, Christian Papazoglakis, Robert Paquet -  (ISBN 978-2-344-00102-8)

#### Une enquête de Léonard de Vinci
- Les 7 crimes de Rome, Éditions du Rocher, Monaco, 9 mai 2019
Scénario : Guillaume Prévost - Dessin : Robert Paquet - Couleurs : Dina Kathelyn -  (ISBN 978-2-268-09670-4)

#### André Maginot - Un homme au-dessus du lot
- André Maginot - Un homme au-dessus du lot, Éditions du Signe, Strasbourg, 1er trimestre 2023
Scénario : Charly Damm - Dessin : Robert Paquet - Couleurs : Bruno Citrugni -  (ISBN 978-2-7468-4411-7)

#### Saint Louis et la7eCroisade
- Saint Louis et la septième Croisade[8],[9] [24], Plein Vent, Monaco, 11 septembre 2024
Scénario et dessin : Robert Paquet - Couleurs : Cinna Tanja, Nancy Delvaux -  (ISBN 9782384880584)

#### L'Extraordinaire Histoire de Saint-Avold
- L'Extraordinaire Histoire de Saint-Avold, Éditions du Signe, Mundolsheim, 2024
Scénario : Charly Damm - Dessin : Robert Paquet - Couleurs : Nancy Delvaux -  (ISBN 978-2-7468-4566-4)

### Collectifs
- Spa-Francorchamps[25], Point Image, août 2021
Scénario : collectif - Dessin : collectif dont Robert Paquet -  (ISBN 2-930460-44-X),Format à l'italienne.

#### Livres
: document utilisé comme source pour la rédaction de cet article.
- Philippe Mellot, Michel Denni, Laurent Turpin et Isabelle Morzadec, Trésors de la bande dessinée : BDM 2023-2024 - Catalogue encyclopédique et Argus, Paris, Les Arènes, novembre 2022, 23e éd., 1677 p., ill. ; 23 cm (ISBN 9791037507280, OCLC 1351462460, présentation en ligne), p. 57, 117, 162, 266, 1078, 1136, 1383, 1441. .

### Podcasts
- Émission numéro 83 Benjamin Benéteau - Christian Papazoglakis - Robert Paquet + Oliver Lord émission Eclectrique présentée par Romain Pierre Giergen, sur 48FM via Mixcloud, 2017, (1 h 25 min 25 s).

### Vidéographie
- [vidéo] « Interview - Robert Paquet, illustrateur BD » sur Vimeo, 8 avril 2019, 2,35 min, Faymonville, EPN M@lmedia (consulté le 29 avril 2024)